# Jana Doleželová

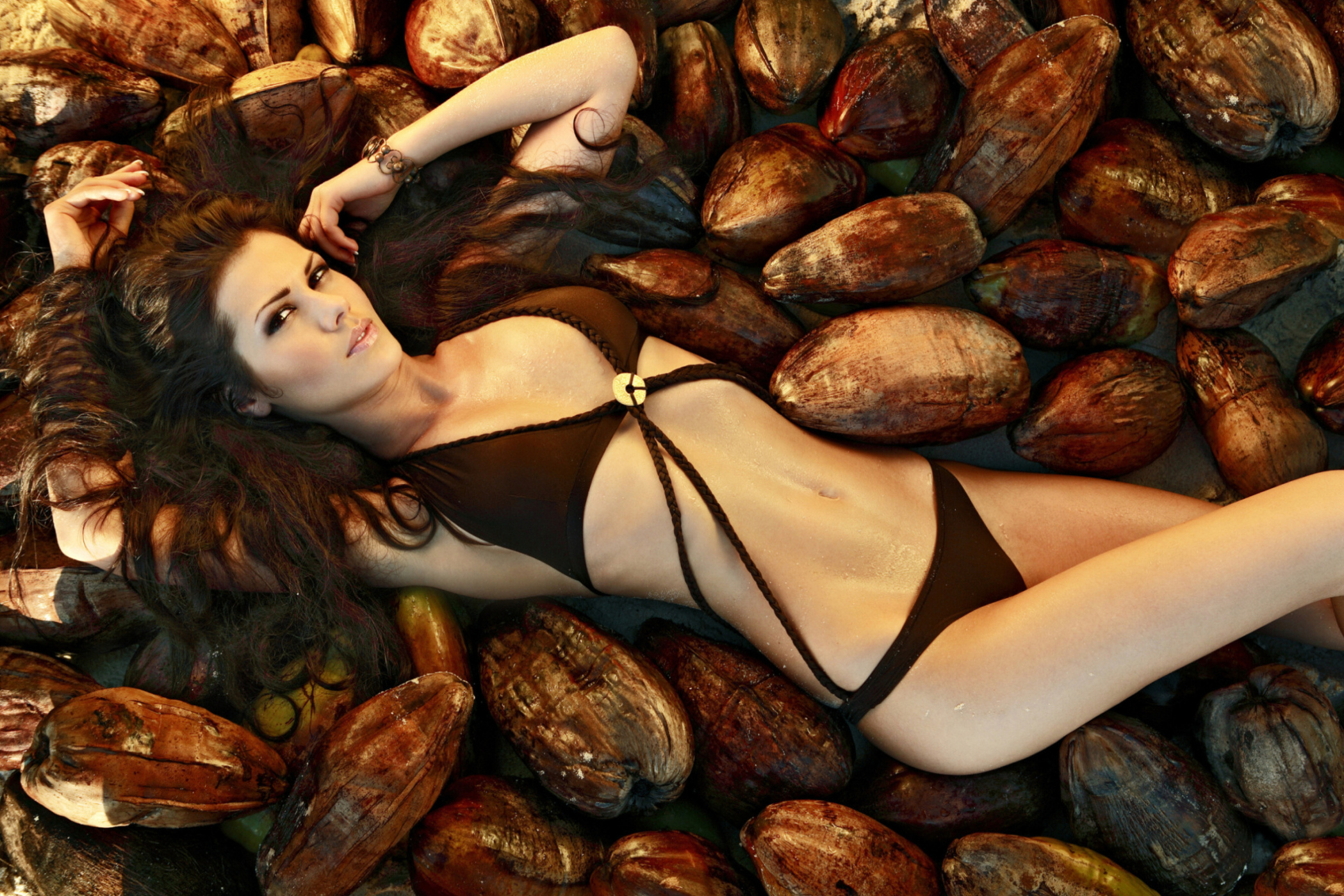
Jana Doleželová

Jana Doleželová (* 23. června 1981 Šternberk) je česká farmaceutka, modelka a vítězka Miss České republiky pro rok 2004.

## Životopis
Do osmnácti let žila v Uničově. Po ukončení Střední zdravotnické školy v oboru farmaceutický laborant v Olomouci studovala na Farmaceutické fakultě Univerzity Karlovy v Hradci Králové, studium ukončila 28. června 2004 promocí v pražském Karolinu.
Dne 17. dubna zvítězila ve finále soutěže Miss ČR 2004 a získala titul Miss televizních diváků. V listopadu 2004 reprezentovala Českou republiku na světové soutěži Miss World 2004. Při finále této soutěže dne 4. prosince byla vybrána mezi TOP 15 nejkrásnějších dívek. Na Miss World měla na sobě bílé šaty od návrhářky Beaty Rajské. V květnu 2005, po obhajobě rigorózní práce, získala také akademický titul doktor farmacie.
V prosinci roku 2006 reprezentovala Českou republiku na soutěži Miss Tourism Queen of the Year International konané v Malajsii. Získala titul Miss Perfect body, Miss Eyewear beauty a také hlavní titul Miss Tourism Cosmopolitan International. V roce 2008 se chtěla vrátit ke své původní profesi, farmacii..
Od 1. listopadu 2008 soutěžila společně s Michalem Necpálem ve třetí řadě televizní taneční soutěže StarDance …když hvězdy tančí.
Provozovala 9 let lékárny v OC na Praze 1. Nyní[kdy?] již 4. rokem pracuje v marketingu lékaren Dr. Max a od roku 2015 pracuje i pro společnost Jet Investment. V letech 2019-2024 byla členkou dozorčí rady Nemocnice Říčany.[zdroj?]
Na podzim 2014 se jejím partnerem stal David Trunda, který byl do 31. května 2016 ředitelem fotbalové SK Slavia Praha. V roce 2017 se jim narodila dcera.[zdroj?]

## Charitativní a politická činnost
Od vítězství v Miss ČR se zúčastňovala mnoha charitativních akcí. V roce 2004 se stala patronkou stacionáře Jasněnka (zařízení pro postižené děti). V roce 2008 se stala ředitelkou nadační fondu Modrá kotva, který se zabývá podporou výzkumu, výroby a prováděním klinických studií protinádorových vakcín.
V komunálních volbách na podzim 2018 a následně i 2022 byla zvolena do zastupitelstva Říčan jako nestranička na kandidátce sdružení Klidné město. Je oddávající zastupitelkou.

## Herečka a moderátorka
Moderovala několik společenských večerů. Zahrála si v povídkách 3 plus 1 s Miroslavem Donutilem, v seriálech Dobrá čtvrť a Světla pasáže, dále v epizodních rolích ve filmu Bestiář, v pohádce Peklo s princeznou a ve filmech Svatba na bitevním poli, Správnej dres a Probudím se včera.